# Сычушкин, Владимир Сергеевич
Влади́мир Серге́евич Сычу́шкин (род. 23 мая 1999 года, Москва) — российский хоккеист, выступавший в КХЛ.

## Биография
Воспитанник московской хоккейной школы. Дебютировал в сезоне 2016/2017 в чемпионате Молодёжной хоккейной лиги в составе череповецкого «Алмаза», в сезоне 2018/2019 отыграл также в 22 матчах в составе череповецкого аффилированного клуба КХЛ «Северсталь». С 2019 выступает в клубах  
Высшей (с 2022 года — Всероссийской) хоккейной лиги: после нескольких игр в составе пермского клуба «Молот-Прикамье» перешёл в казанский «Барс», в сезоне 2023/2024 вернулся в пермский «Молот», следующий сезон начал в курганском «Зауралье», затем перешёл в состав кирово-чепецкой «Олимпии».